# Rudolf Zwirner
Rudolf Zwirner (* 28. Juli 1933 in Berlin) ist ein deutscher Kunsthändler, Galerist und Ausstellungskurator. Die von ihm geleitete Galerie Zwirner gehörte in den 1970er bis 1990er Jahren zu den maßgebenden Galerien für zeitgenössische Kunst in Europa.

## Werdegang
Zwirner wuchs in Braunschweig als Sohn des Phonetikers Eberhard Zwirner auf. Sein Bruder ist der Mediziner Ruprecht Zwirner. Nach dem Abitur 1954 begann er an der Albert-Ludwigs-Universität Freiburg ein Studium der Rechtswissenschaft und Kunstgeschichte, das er 1956 abbrach, um in Hein Stünkes Galerie Der Spiegel in Köln zu volontieren. Anlass war der vorangegangene Besuch der documenta 1, die ihn sehr beeindruckte und zur modernen Kunst „bekehrte“. Stünke war ihm durch seinen Vater aus der Zeit des Nationalsozialismus bekannt. Ab 1957 arbeitete er in der modernen Abteilung des Auktionshauses von Gerd Rosen in Berlin. 1958 ging er nach Paris und wurde Mitarbeiter der Galerie von Heinz Berggruen. 1959 wurde er von Arnold Bode zum Generalsekretär der documenta 2 in Kassel berufen, eine Position, „…die ihm die internationale Kunstwelt erschloss.“

## Wirken
1959 eröffnete Zwirner seine ersten Galerieräume in der Essener Kahrstraße unweit des Museum Folkwang, zusammen mit seiner ersten Frau, Ursula Reppin, einer studierten Künstlerin und Graphikexpertin. Er zeigte unter anderen Ausstellungen mit Arbeiten der Künstler Karel Appel, Konrad Klapheck, Jesús Rafael Soto und Takis (1961) sowie Cy Twombly. Nach diesen ersten Anfängen als Galerist in Essen zog Zwirner 1962 nach Köln und eröffnete im Kolumbakirchhof neue Galerieräume, in denen Joseph Beuys 1963 seine erste Aktion mit Fett machte. 1964 verlegte Zwirner die Galerie in die Albertusstraße 16 in Köln. 1965 zeigte er die erste Einzelausstellung von René Magritte in Deutschland.
1966 gründete er mit Hein Stünke den Verein progressiver deutscher Kunsthändler, um mit der Stadt Köln auf institutioneller Ebene über eine Messe für moderne Kunst in Köln verhandeln zu können. Im gleichen Jahr wurde er Mitbegründer des Kölner Kunstmarkts, der im September 1967 im großen Saal des Gürzenich eröffnet wurde. Es war die erste Veranstaltung ihrer Art, 1970 folgte die erste Art Basel, 1973 fand erstmals die Fiac in Paris statt. 1970 machte Zwirner Furore, als er für 75.000 US-Dollar ein Werk von Roy Lichtenstein ersteigerte. Der Kunstmarkt Köln wurde durch Zusammenschlüsse seit 1984 zur heutigen Art Cologne.
1972 ließ sich Zwirner von dem Kölner Architekten Erich Schneider-Wessling in der Albertusstraße 18 ein Wohn- und Galeriehaus erbauen, das in seiner loftartigen Ausgestaltung den neuen Bedürfnissen der Galerie angepasst war. 1973 wurde Zwirner Gründungsmitglied der aus dem Verein progressiver deutscher Kunsthändler hervorgegangenen Europäischen Kunsthändlervereinigung und übernahm bis 1975 die Leitung des Sekretariats. Seine ersten wichtigen Sammler waren Wolfgang Hahn sowie Peter und Irene Ludwig. 1992 zog sich Zwirner aus dem aktiven Galeriegeschäft zurück. 1991 war er Mitgründer und Leiter des Zentralarchivs des internationalen Kunsthandels in Bonn. 1994 wurde er Mitherausgeber der Zeitschrift sediment. 1998 kuratierte er mit Eckhart Gillen im Martin-Gropius-Bau in Berlin die Großausstellung Deutschlandbilder.
Seit 2000 ist Zwirner Honorarprofessor für Kunstvermittlung an der Hochschule für Bildende Künste Braunschweig. 2006 erhielt er den Art-Cologne-Preis. Sein Sohn David Zwirner betreibt seit 1993 eine der einflussreichsten Galerien in New York.

## Schriften
- Rudolf Zwirner (Red.): Zeitgenössische Kunst aus Kölner Privatbesitz. Katalog zur Ausstellung im Museum Ludwig, 1988.
- Nicola Kuhn, Rudolf Zwirner: Ich wollte immer Gegenwart. Wienand Verlag GmbH, Köln 2019. ISBN 978-3-86832-529-4.